# Trận Shizugatake
Trận Shizugatake (賤ヶ岳の戦い (Tiện Nhạc chiến) Shizugatake no Tatakai) là trận đánh trong thời đại Sengoku ở Nhật Bản giữa những người ủng hộ Toyotomi Hideyoshi và Oda Nobutaka. Vào tháng 4, 1583, một cựu tướng quân của Nobunaga tên là Shibata Katsuie tiến hành một loạt các cuộc tấn công cùng lúc vào Shizugatake do một vị tướng của Hideyoshi  là Nakagawa Kiyohide trấn thủ. Sakuma Morimasa tấn công theo lệnh của Shibata Katsuie, và Nakagawa bị giết, nhưng việc phòng thủ của pháo đài vẫn được bảo đảm. Nghe tin Hideyoshi đến tiếp viện, Sakuma ra lệnh cho quân của mình dừng cuộc công phá và chuẩn bị phòng ngự.
Quân đội của Hideyoshi đánh bại quân của Sakuma và khiến họ phải rút về pháo đài của Shibata Katsuie ở Kita-no-shō (Fukui), tỉnh Echizen. Họ vây hãm pháo đài cho đến khi phóng hỏa đốt pháo đài, giết gia đình mình và mổ bụng tự sát (seppuku).
Bảy vị tướng hàng đầu của Hideyoshi trong trận này có được sự danh dự và sự nổi tiếng to lớn, trở thành shichi-hon yari hay Bảy ngọn giáo Shizugatake.

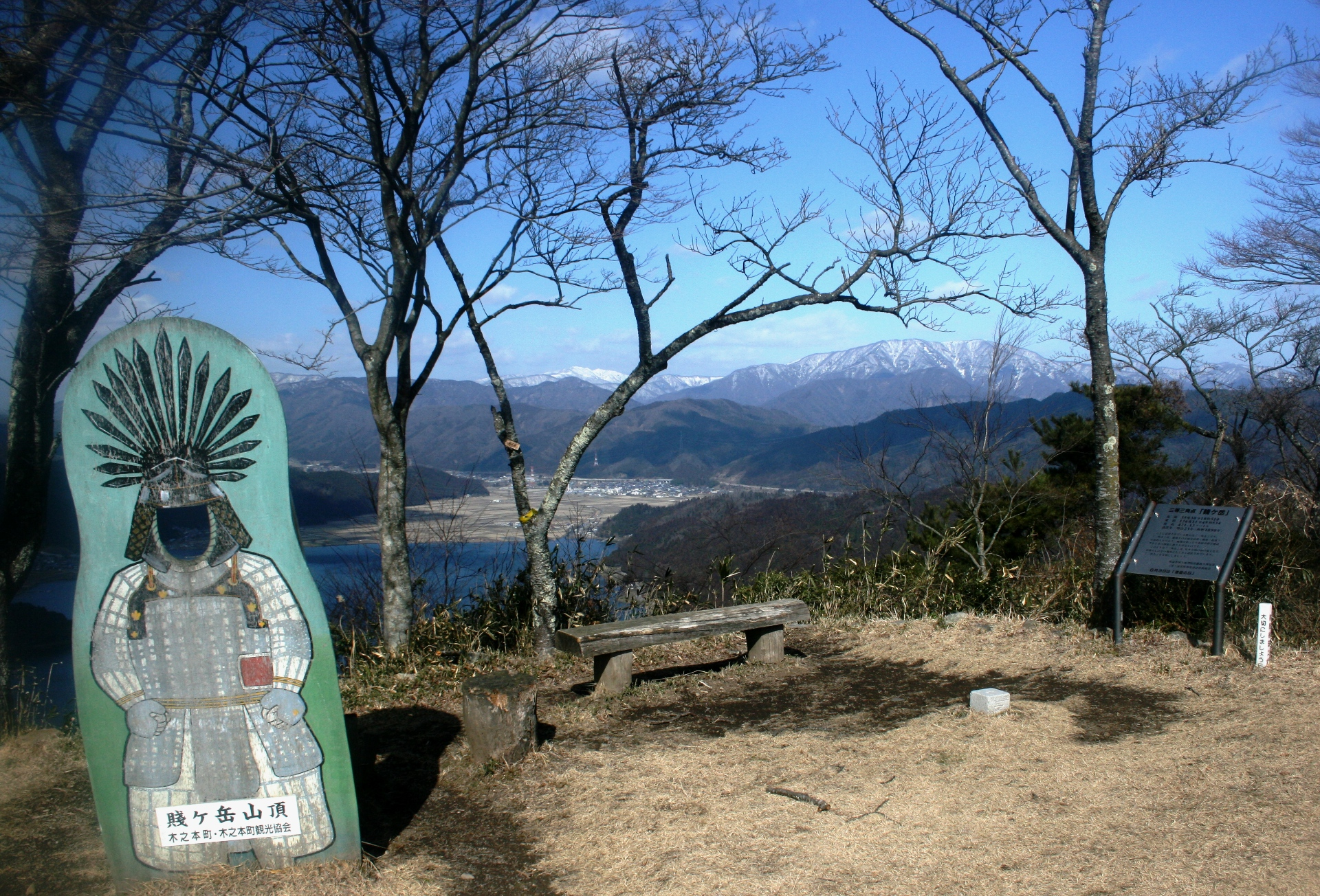
Shizugatake